# 121-во средно училище „Георги Измирлиев“
121 средно училище „Георги Измирлиев“ се намира в София, квартал „Гоце Делчев“. Открито е през 1972 г. Старото име на училището е „Лилия Карастоянова“.
В 121 СУ се обучават ученици от 1 до 12 клас. Известно е с ранното си чуждоезиково обучение по английски език, което стартира още от първи клас. От 10 години училището работи с фондации „Паисий Хилендарски“ и „Ламартин“, които подпомагат осигуряването на интензивно обучение по английски и испански език.
Училището се помещава в 2 учебни корпуса – за учениците от 1-ви до 4-ти клас и за останалите. Разполага с фонетичен кабинет по езици, 4 компютърни зали с интернет (едната в корпуса на малките ученици, другите в другия корпус), физкултурен салон. Училището разполага и с нов и модерен STEM център.